# Menonvillea alyssoides
Menonvillea alyssoides är en korsblommig växtart som beskrevs av Reed Clark Rollins. Menonvillea alyssoides ingår i släktet Menonvillea och familjen korsblommiga växter. Inga underarter finns listade i Catalogue of Life.